# Арібаал
Арібаал (Абібаал) (д/н — бл. 1230 до н. е.) — цар міста-держави Тір. У давньогрецькому епосі «Одісея» Гомера згадується як Арібас.

## Життєпис
Про нього обмаль відомостей. Причина цього криється в складній тогочасній ситуації в Передній Азії. В цей час посилилося вторгнення «народів моря» до Ханаану. Сам Тір за часів Арібаса напевне зазнав першого нападу племен пелестен. В боротьбі проти них Арібаал напевне спирався на допомогу фараона Рамсеса II, васалом якого був. Також у 1250—1245 роках до н. е. ймовірно надавав якусь допомогу царям Амурру, які також були васалами Єгипту, проти Хеттського царства.
Помер під час боротьби з пелестен між 1230 і 1220 роками до н. е. Йому спадкував Баалремег.